# Унтерсхаузен
Унтерсхаузен (нем. Untershausen) — община в Германии, в земле Рейнланд-Пфальц. 
Входит в состав района Вестервальд. Подчиняется управлению Монтабаур.  Население составляет 500 человек (на 31 декабря 2010 года). Занимает площадь 1,92 км².